# Arualis carolinensis
Arualis carolinensis är en svampart som beskrevs av Katz 1980. Arualis carolinensis ingår i släktet Arualis, klassen Agaricomycetes, divisionen basidiesvampar och riket svampar.   Inga underarter finns listade i Catalogue of Life.